# Austin City Limits Music Festival
O Austin City Limits Music Festival é um festival anual de música que acontece no Zilker Park em Austin, Texas.
O festival traz mais de 130 bandas em oito palcos, durante três dias. Os estilos incluem rock, country, folk, indie, americana, hip-hop, reggae e bluegrass. Estima-se cerca de 65 mil espectadores por dia. O festival é produzido pela Capital Sports & Entertainment e pela Charles Attal Presents, que também co-produzem o festival Lollapalooza. O nome Austin City Limits veio da série de televisão apresentada pelo canal PBS.
A primeira edição do festival aconteceu em 2002, e durou apenas dois dias. As edições subsequentes foram de três dias. O festival rapidamente alcançou popularidade nacional e os ingressos de três dias se esgotam muito rapidamente. 
Em 2007, o festival aconteceu de 14 a 16 de setembro.
Os Austin City Limits (ACL) Music Festival é um festival anual de música realizado em Zilker Park, em Austin, Texas, em dois períodos consecutivos de três dias finais de semana. Inspirado na série de concertos PBS com o mesmo nome, o festival é produzido por C3 Presents empresa com sede em Austin, que também produz Lollapalooza. A reputação da televisão mostram ACL ajudou a contribuir para o sucesso do primeiro festival. O Festival de Música ACL tem oito fases em que grupos musicais de gêneros, incluindo rock, indie, coutry, folk, eletrônico e hip hop se apresentar para os fãs. Cerca de 75.000 pessoas assistem ao festival a cada dia. Além das apresentações de música, há alimentos e bebidas, um mercado de arte, uma área de crianças para as famílias, e outras atividades para os participantes. Fundada em 2002, o festival começou como um evento de um fim de semana e permaneceu como tal até a data de 2012. Em 16 de agosto de 2012, os membros do Conselho de cidade de Austin por unanimidade, autorizar o Austin City Limits Music Festival se expandir para dois fins de semana consecutivos começando em 2013.